# Historia Syrii
Historia Syrii sięga osadnictwa okresu paleolitu.

## Starożytna Syria
Pierwsze państwo na terytorium Syrii to Ebla, po raz pierwszy wymieniona w tekście syryjskim datowanym na ok. 2500-2400 p.n.e. Później była ważną prowincją rzymską, podbitą w roku 64 p.n.e. przez Pompejusza. Pozostała pod panowaniem rzymskim (bizantyjskim) do roku 637, kiedy została podbita przez muzułmanów.

## Średniowiecze
W latach 633-640 Syria została podbita przez Arabów. W 661 roku Damaszek stał się stolicą kalifatu Umajjadów, stając się centrum kulturalnym świata islamu. Po przeniesieniu przez Abbasydów stolicy do Bagdadu w 750 roku Syria znalazła się na obrzeżach muzułmańskiego świata. W 944 władzę w Syrii przejęła lokalna dynastia Hamdanidów. Po jej wygaśnięciu w 1003 Syria znalazła się w sferze wpływów Fatymidów. W 1078 roku Syrię podbili Seldżukidzi. W wyniku I krucjaty znaczna część Syrii znalazła się pod panowaniem krzyżowców. Utworzyli oni Hrabstwo Trypolisu i Księstwo Antiochii. W islamskiej części Syrii po upadku Seldżuków władzę w 1127 przejęła dynastia Zangidów, której udało się odzyskać Damaszek. W 1174 Zangidzi zostali obaleni przez Saladyna, który założył dynastię Ajjubidów. W 1250 Ajjubidów zastąpili Mamelucy, którzy do 1291 roku zdobyli wszystkie posiadłości krzyżowców. W 1516 Syrię zdobyli Turcy osmańscy.

## Panowanie osmańskie
Po podboju przez Turków Syrię podzielono na wilajety Damaszku, Aleppo i Trypolisu. W 1660 wydzielono wilajet Sydonu. W XVIII wieku paszowie poszczególnych wilajetów zaczęli zdobywać stopniowo coraz większą władzę, tocząc między sobą nieustanne wojny o ziemie. W 1775 pasza Ahmad al-Dżazzar zajął całą południową i centralną Syrię. Po jego śmierci w 1804 roku zapanowała kompletna anarchia. W 1831 Syrię zajęły wojska paszy Egiptu Muhammada Alego, jednak na skutek nacisków europejskich mocarstw Egipt musiał zwrócić Syrię Turcji w 1841. Pod koniec XIX wieku w Syrii doszło do odrodzenia kulturalnego Arabów, a następnie do ukształtowania się arabskiego ruchu narodowego, którego celem stało się z czasem utworzenie odrębnego państwa.
1 września 1918 Syria została zajęta przez wojska brytyjskie, wspomagane przez arabskich powstańców.

## Lata międzywojenne

Mapa mandatu Syrii

Na mocy traktatu wersalskiego, tureckie posiadłości na Bliskim Wschodzie oddano pod mandat francusko-brytyjski. 8 marca 1920 syryjski Kongres Narodowy proklamował niepodległość Królestwa Wielkiej Syrii. Jej królem został ogłoszony Fajsal I. 24 kwietnia 1920 Francja i Wielka Brytania dokonały podziału Bliskiego Wschodu, w wyniku którego terytorium Wielkiej Syrii przypadło Francji. 28 lipca 1920 oddziały francuskie wkroczyły do Damaszku, obalając rządy Fajsala. W sierpniu 1920 Francuzi dokonali podziału Wielkiej Syrii. Wydzielono Wielki Liban, większy trzykrotnie od dawnego sandżaku Libanu. Utworzono sandżak Aleksandretty. Pozostałą część Syrii podzielono wedle kryteriów religijnych na 4 państewka: Damaszek, Aleppo, Latakię i Dżabal ad-Duruz. W 1925 Damaszek i Aleppo połączono w jedno państwo nazwane Republiką Syryjską. W 1930 nadano Syrii konstytucję, zaś 1936 podpisano traktat, który zobowiązywał Francję do przyznania Syrii pełnej niepodległości. W 1939 Aleksandrettę przekazano Turcji. W 1940 roku Syria znalazła się pod władzą rządu Vichy. Po wyzwoleniu w 1941 komitet Wolnej Francji ogłosił niepodległość Syrii, która została oficjalnie ogłoszona przez Syrię w 1943. W 1944 do państwa syryjskiego przyłączone zostały Latakia i Dżabal ad-Duruz. W 1945 Syria współtworzyła ONZ.

## Syria współczesna

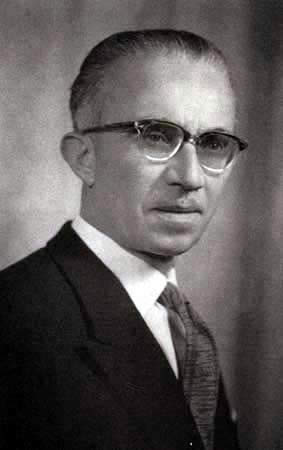
Nazim al-Kudsi

W 1946 ostatnie wojskowe oddziały francuskie i brytyjskie opuściły Syrię. Ogłoszono republikę, na czele której stanął Szukri al-Kuwatli. W 1947 odbyły się pierwsze wybory do parlamentu. W tym samym roku drogą zjednoczenia dwóch partii: Partii Odrodzenia Arabskiego (arab. Hizb al-Baas al-Arabi), założonej przez Michela Aflaqa i Salah ad-Din al-Bitara oraz Arabskiej Partii Socjalistycznej (arab. Al-Hizb al-Arabi al-Isztiraki) Akram al-Hauraniego, założona została partia Baas. Twórcy pierwszej z wymienionych formacji czerpali inspirację z europejskich nowoczesnych ruchów nacjonalistycznych, podczas gdy druga z partii zaliczała się do skrajnej lewicy. Choć wówczas organizacja cieszyła się niewielkim poparciem to w następnych latach miała ona odegrać w syryjskiej polityce bardzo ważną rolę. W 1948 wojska syryjskie wzięły udział w I wojnie z Izraelem. Armia nie odniosła większych sukcesów, a jedynym „zwycięstwem” było zajęcie pasa ziemi nad Jeziorem Galilejskim.
W marcu 1949 miał miejsce zamach stanu, po którym władzę przejął generał Husni az-Za’im. Zaczął wprowadzanie w życie projektów budowlanych (szkoły, szpitale, drogi, tama na Eufracie, budowa portu w Latakii), wzywał kobiety do zaprzestanie noszenia kwefów i opracował projekt świeckiej konstytucji. Nie rządził długo, albowiem w sierpniu tego samego roku został obalony w wyniku kolejnego zamachu stanu, dokonanego przez pułkownika Samiego al-Hinnawiego. W tym samym roku odbyły się wybory parlamentarne, w których wzięły udział kobiety. W grudniu 1949 miał miejsce trzeci z kolei zamach stanu, na czele którego stanął pułkownik Adib asz-Sziszakli. Według niektórych źródeł jego ostatecznym celem była budowa homogenicznego, arabskiego i muzułmańskiego (sunnickiego) państwa. Wobec braku reformy rolnej, w 1951 i 1952 chłopi z inspiracji Partii Socjalistycznej zorganizowali wystąpienia antyfeudalne. Powstania doprowadziły do pewnych ustępstw ze strony wojskowego rządu. Organizacje opozycyjne względem junty w listopadzie 1953 utworzyły Front Narodowego Sprzeciwu. Miesiąc wcześniej partie zbojkotowały wybory parlamentarne, w których wystartował jedynie prezydencki Arabski Ruch Wyzwolenia, zdobywając komplet mandatów.
W 1954 asz-Sziszakli został obalony, a władzę na krótko objął Haszim al-Atassi. Po obaleniu dyktatury wojskowej, partia Baas stała się najpopularniejszą partią w kraju. Głosząca potrzebę reform, równość i jedność Arabów (bez względu na wyznanie) zyskała popularność wśród uczniów szybko rozwijającego się szkolnictwa, którzy w znacznej części pochodzili z niższych warstw społecznych lub z dyskryminowanych przez asz-Sziszaklego mniejszości religijnych. Z partią Baas sympatyzowali także urzędnicy, zatrudnieni w rozbudowującym się aparacie biurokratycznym powstającym na potrzeby urbanizacji i gospodarczego interwencjonizmu państwa. Na skutek puczu przywrócono system demokratyczny. We wrześniu 1955 odbyły się wybory parlamentarne, a prezydentem został ponownie Szukri al-Kuwatli. Za jego rządów Syria zaczęła zbliżać się do krajów socjalistycznych. W 1957 otrzymała pomoc od Związku Radzieckiego, co miało trwać przez następne 12 lat. Syria sprzeciwiła się powstaniu Paktu Bagdadzkiego. U schyłku swojej kadencji, al-Kuwatli uczestniczył w negocjacjach nad utworzeniem w 1958 Zjednoczonej Republiki Arabskiej, na czele której stanął egipski prezydent Gamal Abdel Naser. W 1959 al-Kuwatli pokłócił się z Naserem, co było końcem jego kariery politycznej. 22 lutego 1958 Syria wraz z Egiptem połączyły się w jednoczoną Republikę Arabską. Prezydent Egiptu Gamal Abdel Naser mianował rząd ZRA, w którym było wielu Syryjczyków. Dokonano wtedy reformy rolnej, w wyniku której znacjonalizowano ziemię i rozdano ją chłopom. W 1958 najbardziej wpływowy przywódca Partii Baas Akram al-Hawrani został wiceprezydentem kraju, już rok później został tego stanowiska pozbawiony. Pretekstem dla podjęcia tej decyzji przez prezydenta Nasera były niskie wyniki wyborcze polityków wywodzących się z Partii Baas uzyskane w lipcu 1959 w wyborach do lokalnych rad Unii Narodowej. W lipcu 1961 znacjonalizowano wszystkie banki prywatne. 28 września 1961 władzę w Syrii przejęli oficerowie, którymi kierował Abd al-Karim an-Nahlawi. Syria odłączyła się od ZRA. Prezydentem został wybrany Nazim al-Kudsi. Będąc przeciwnikiem socjalizmu, zwrócił część ziemi i fabryk poprzednim właścicielom. Całkowicie zmienił kierunek syryjskiej polityki zagranicznej, w której w latach 1958-1961 dominował panarabizm, starając się zawrzeć trwały sojusz ze Stanami Zjednoczonymi i niechętnymi Naserowi rządami Arabii Saudyjskiej, Libanu i Jordanii. Wdrożył również program reprywatyzacji syryjskiej gospodarki i uzyskał dla kraju kredyty z Banku Światowego. Za jego rządów z armii syryjskiej usunięto oficerów sympatyzujących z naseryzmem oraz z socjalistyczną i panarabską partią Baas. Kudsi został obalony 28 marca 1962 przez an-Nahlawiego, który go aresztował. Kolejny zamach stanu, dokonany przez Abd al-Karima Zahr ad-Dina, przywrócił do władzy Kudsiego. Po powrocie do władzy prezydent usiłował naprawić relacje z Naserem i z syryjskimi socjalistami, powołując rząd naserysty Baszira al-Azmy, który powrócił do wdrażania w kraju zarzuconej w 1961 reformy rolnej, jednak nie zdołał przekonać do siebie lewicy.

### Rządy partii Baas
8 marca 1963 partia Baas, a ściślej sformowany przez związanych z nią oficerów Komitet Wojskowy, dokonała zamachu stanu i przejęła władzę. Do przyspieszenia działań Komitet Wojskowy skłonił udany zamach stanu w Iraku, przeprowadzony przez iracką gałąź partii Baas. Na czele państwa stanęła po przewrocie Narodowa Rada Dowództwa Rewolucji, złożona z dwunastu członków partii Baas i ośmiu naserystów oraz ludzi niezwiązanych z żadną organizacją. Do rządu dopuszczono, obok oficerów, także polityków cywilnych (jeden z twórców partii Baas Salah ad-Din al-Bitar został jej pierwszym przewodniczącym). Jeszcze na przełomie marca i kwietnia 1963 zwolennicy partii Baas, na czele z ministrem spraw wewnętrznych gen. Aminem al-Hafizem usunęli naserystów z wojska. Doprowadziło to do wystąpienia zwolenników Nasera (który odnosił się do partii Baas z głęboką niechęcią) i nowego zbliżenia z Egiptem także z rządu. 18 lipca 1963 naseryści pod wodzą płk. Dżasima Alwana podjęli próbę przejęcia władzy drogą kolejnego zamachu stanu. Został on jednak stłumiony, a 20 uczestniczących w nim oficerów – natychmiast aresztowanych i straconych. Następnie uzyskane po 8 marca stanowiska stracili także oficerowie i politycy niezależni. Komitet Wojskowy zdobył faktycznie pełnię władzy w Syrii.
Al-Hafiz przeprowadził nacjonalizację zasobów ropy naftowej oraz banków należących do arabskich właścicieli. Zacieśnił związki Syrii ze Związkiem Radzieckim i wspierał partyzantkę palestyńską Jasira Arafata. Na nowo przystąpił do reformy rolnej i parcelacji majątków najzamożniejszych ziemian. W kwietniu 1964 stłumił powstanie sunnickie. 25 kwietnia tego samego roku ogłoszona została tymczasowa konstytucja, w której Syrię określono mianem demokratycznej republiki socjalistycznej, a Syryjczyków jako część wielkiego narodu arabskiego (w myśl koncepcji baasistowskich).  Wielokrotne czystki w wojsku i niestabilność kolejnych gabinetów rządowych doprowadziło do stopniowej utraty przez niego poparcia i dotychczasowej bazy. Okazał się również niezdolny do mediowania między frakcjami partii Baas. W rezultacie stracił władzę wskutek kolejnego zamachu stanu 23 lutego 1966, w którym główną rolę odegrał były szef sztabu armii syryjskiej gen. Salah Dżadid, związany ze skrajnie lewicową frakcją partii a także Hafiz al-Asad. Po zamachu stanu pełnię władzy w państwie przejęło wojskowe skrzydło partii Baas, w którym dominowali alawici.

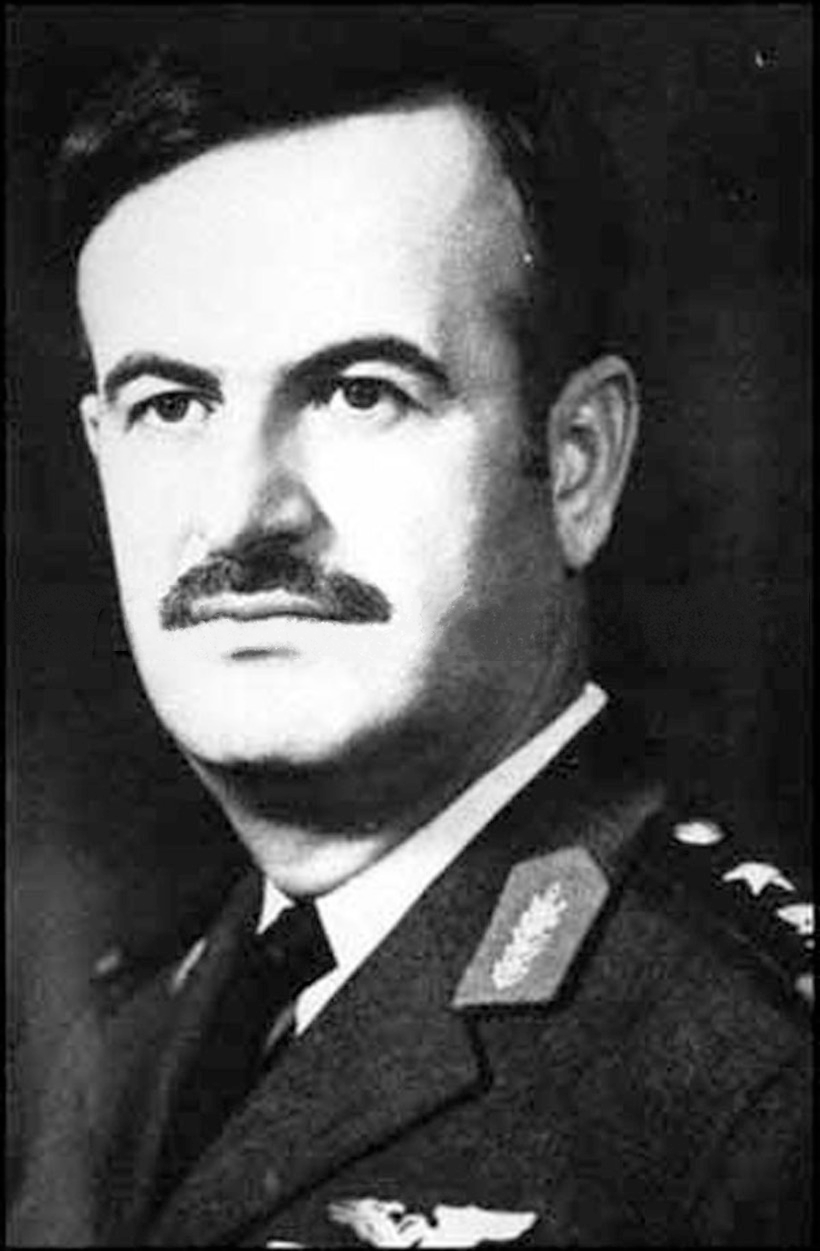
Hafiz al-Asad

Po przejęciu władzy przez Dżadida, w polityce zagranicznej Syria wzmocniła swoje zaangażowanie w walkę Palestyńczyków o niepodległe państwo, szkoląc na swoim terytorium palestyńskich fedainów. Zacieśnienie relacje ze Związkiem Radzieckim doprowadziło do uzyskania z Bloku Wschodniego dostaw uzbrojenia i inwestycji. Trudne były natomiast relacje Syrii z Irakiem po zamachu stanu w 1968, po którym władzę w tym kraju ponownie przejął lokalny oddział partii Baas. Według Dżadida jego przywódcy przyczynili się do upadku poprzednich rządów partii w Iraku pięć lat wcześniej i nie zasługiwali na zaufanie. Wrogość między obydwoma państwami rządzonymi przez oddziały tej samej organizacji jeszcze się pogłębiła, gdy Irak stał się celem emigracji syryjskich basistów odsuniętych od władzy w 1966. We wrześniu 1966 próbę obalenia rządu podjął Salim Hatum, oficer związany z partią Baas, uczestnik zamachu stanu z marca 1963, rozczarowany faktem, iż nie uzyskał po nim żadnych znaczących stanowisk. Uzyskał poparcie oficerów pochodzenia druzyjskiego, zaniepokojonych wzrostem znaczenia alawitów. Plany przewrotu zostały częściowo wykryte w sierpniu 1966, jednak sam Hatum nie został z nimi powiązany.
W 1967 wybuchła wojna sześciodniowa, w której Syria brała udział. Wojska syryjskie poniosły klęskę, a Syria straciła kontrolę nad wzgórzami Golan. Po wojnie sześciodniowej między Dżadidem i al-Asadem wybuchł osobisty konflikt. Al-Asad przestał utożsamiać się z polityką prowadzoną przez Dżadida. Nie uznawał własnej współodpowiedzialności za klęskę, lecz twierdził, że była ona skutkiem przyjętego przez Dżadida kursu politycznego, al-Asad pragnął skupić się na rozwoju armii, by w razie nowej wojny z Izraelem mogła stawić mu czoła. Stopniowo w Syrii wokół Dżadida i al-Asada wykształciły się dwa stronnictwa, a al-Asad przystąpił do eliminowania z armii zwolenników swojego rywala. Dżadid zachował natomiast kontrolę nad aparatem partyjnym. W końcu 1968 to pozycja al-Asada i sił zbrojnych była już jednak silniejsza. Przez cały 1969 al-Asad stopniowo ograniczał wpływ Dżadida na państwo, wymuszając rekonstrukcję gabinetu rządowego i dopuszczenie do niego bardziej umiarkowanych polityków, złagodzenie krytyki krajów arabskich nieprowadzących socjalistycznej polityki gospodarczej i retoryki walki klasowej, jaką posługiwano się, komentując bieżące wydarzenia w kraju. W marcu 1969 konflikt między obydwoma działaczami stał się przedmiotem zainteresowania w całym świecie arabskim, a Egipt, Algieria i Irak proponowały przeprowadzenie mediacji między nimi
Ostateczny kryzys w relacjach między Dżadidem i al-Asadem nastąpił we wrześniu 1970. W czasie konfliktu wewnętrznego w Jordanii w 1970 (czarny wrzesień) Dżadid ogłosił poparcie Syrii dla Organizacji Wyzwolenia Palestyny i skierował jej na pomoc brygadę pancerną. Początkowo al-Asad uznał tę decyzję za słuszną. Następnie uznał jednak, że Syria jest zbyt słaba, by prowokować Izrael, a otwarte popieranie Palestyńczyków osłabi jej pozycję międzynarodową, zwłaszcza w oczach wielkich mocarstw.
W 1970 al-Asad przejął władzę; w toku zainicjowanego przez niego Ruchu Korygującego Syria wycofała się z niektórych socjalistycznych reform gospodarczych, wprowadzony został również fasadowy pluralizm partyjny. Partia Baas utworzyła razem z mniejszymi organizacjami lewicowymi Narodowy Front Postępu, do którego weszły również Syryjska Arabska Unia Socjalistyczna, Socjalistyczny Ruch Unionistów, Arabska Partia Socjalistyczna oraz Syryjska Partia Komunistyczna. W lutym 1971 w wyborach parlamentarnych 60% mandatów objęli deputowani Baas, pozostałe zaś – inni przedstawiciele lewicy oraz niezrzeszeni. W marcu 1971 na XI kongresie partyjnym al-Asad stwierdził, że długofalowe cele polityczne partii Baas – socjalizm i panarabizm – pozostają niezmienne, natomiast ich realizacja musi zostać poprzedzona umocnieniem Syrii i odzyskaniem utraconych ziem. Do momentu odrobienia strat terytorialnych partia nie miała wdrażać socjalistycznych reform.  W 1971 został wybrany prezydentem. W 1973 uchwalono stałą już konstytucję. W październiku tego samego roku wybuchła wojna Jom Kipur. Syria częściowo odzyskała wtedy wzgórza Golan. W 1976 Syria wysłała swoje wojska do Libanu, które później otrzymały mandat Ligi Arabskiej.
W 1976 Syria wysłała swoje wojska do pogrążonego w wojnie domowej Libanu, które później otrzymały mandat Ligi Arabskiej. Syryjska armia wymusiła na wszystkich stronach konfliktu przyjęcie zawieszenia broni. Walki wkrótce rozgorzały jednak na nowo a Syria wsparła w nich prawicowe organizacje chrześcijańskie tj. Falangi Libańskie i Tygrysy. Po stronie syryjskiej do walki włączyły się również palestyńskie organizacje prosyryjskie As-Sa’ika i Ludowy Front Wyzwolenia Palestyny – Główne Dowództwo. W konflikcie wojska syryjskie starły się z koalicją sił OWP i Libańskiego Ruchu Narodowego. Oblicze wojny zmieniło wkroczenie w 1982 roku do Libanu wojsk izraelskich które doprowadziły do porażki militarnej sił OWP i w rezultacie ich wycofania się z kraju. Wojska syryjskie zmieniły wówczas front i rozpoczęły walkę z Izraelem i jego chrześcijańskimi sojusznikami. Wojna zakończyła się oficjalnie w 1989 roku po podpisaniu porozumienia z Taif a władzę w Libanie przejęli politycy prosyryjscy którzy sprawowali ją do 2005 roku (cedrowa rewolucja).
Poważne wyzwanie władzy rzuciło Bractwo Muzułmańskie, odrzucające laickie podstawy rządów partii Baas i sprzeciwiające się rządom alawitów, których uważało za odszczepieńców. W 1979 Bractwo rozpoczęło walkę z rządem al-Asada przy pomocy kampanii terroru indywidualnego, zabijając urzędników partyjnych, oficerów i alawitów. Konfrontacja między wojskiem a islamistami trwała trzy lata i zakończyła się stłumieniem powstania. Ostatnie walki rozegrały się w Hamie, gdzie siły dowodzone przez Rifata al-Asada, brata prezydenta, zniszczyły zabytkowe dzielnice miasta, zabijając w walkach i doraźnych egzekucjach od 3 do 25 tys. – islamistów oraz cywilów.
W 1984 Asad przeszedł zawał i był hospitalizowany. Wykorzystał to jego brat, który chciał przejąć władzę. Mimo złego stanu zdrowia Asad utrzymał władzę, a Rifat został wygnany. Hafiz al-Asad zmarł w 2000. Władzę po nim objął jego młodszy syn, Baszszar al-Asad. W styczniu 2011 rozpoczęły się protesty przeciw jego rządom, które przerodziły się w wojnę domową.